# Campeonato Mundial de Bádminton de 2026
El XXX Campeonato Mundial de Bádminton se celebrará en la India en el año 2026 bajo la organización de la Federación Mundial de Bádminton (BWF) y la Federación India de Bádminton.